# José Durand Laguna
José Durand Laguna (7 listopada 1889 w Buenos Aires – 1 lutego 1958 w Asunción) – piłkarz argentyński noszący przydomek Laguna lub Negro Laguna, napastnik. Później trener.
Durand Laguna był ciemnoskórym piłkarzem, który w latach 1916–1919 występował w reprezentacji Argentyny. Jako piłkarz klubu CA Huracán wziął udział w pierwszych mistrzostwach Ameryki Południowej, Copa América 1916, gdzie Argentyna została wicemistrzem kontynentu. Durand Laguna zagrał tylko w jednym meczu z Brazylią i zdobył w nim bramkę. W 1920 przeniósł się do Paragwaju, gdzie przez kilka lat był piłkarzem klubu Club Olimpia.
Durand Laguna był trenerem reprezentacji Paragwaju podczas tutnieju Copa América 1921, gdzie Paragwaj zajął ostatnie, 4. miejsce. Po raz drugi poprowadził paragwajską kadrę w turnieju Copa América 1929. Tym razem prowadzony przez niego zespół spisał się znakomicie i ustępując jedynie Argentynie zdobył tytuł wicemistrza Ameryki Południowej. Szczególne wrażenie zrobiło wysokie zwycięstwo 3:0 nad bardzo silną ekipą Urugwaju. Świetna postawa w turnieju kontynentalnym sprawiła, że powierzono mu opiekę nad kadrą Paragwaju na czas pierwszych mistrzostw świata w 1930 roku. Tym razem poszło znacznie gorzej, bo Paragwaj po porażce 0:3 ze Stanami Zjednoczonymi i zwycięstwie 1:0 nad Belgią odpadł już w fazie grupowej.
Do 1947 roku Durand Laguna trenował takie paragwajskie kluby jak Club Guaraní, Club Nacional i Olimpię. Następnie przeniósł się do Argentyny, gdzie prowadził zespoły klubów CA Huracán i River Plate.
Zmarł 1 lutego 1958 roku w stolicy Paragwaju, Asunción.